# Rapporto Spaak
Il Rapporto Spaak, oppure Rapporto Bruxelles sul Mercato Comune Generale, è il documento finale redatto dal Comitato Spaak nel 1956. Il Comitato intergovernamentale, presieduto da Paul-Henry Spaak, allora ministro belga degli affari esteri, sottomise, il 21 aprile 1956, tale rapporto ai sei governi degli Stati membri della Comunità Europea del Carbone e dell'Acciaio.
Sulla scorta del Rapporto Spaak si svolse la Conferenza Intergovernamentale sul Mercato Comune e sull'Euratom, tenutasi a Val Duchesse nel 1956, la quale portò alla stipulazione dei Trattati di Roma, il 25 marzo 1957, istituenti la Comunità economica europea e la Comunità europea dell'energia atomica.

## Sommario
Tramite il rapporto Spaak, i ministri degli affari esteri dei Sei optarono per una integrazione orizzontale delle economie nazionali attraverso la graduale eliminazione degli ostacoli al commercio internazionale, soluzione preferita ad un'integrazione settore per settore che venne considerata difficilmente realizzabile. Tale obiettivo avrebbe dovuto essere raggiunto tramite un'unione doganale.
Per quanto riguardava il settore dell'energia vennero decise due linee politiche diverse per l'energia atomica e gli idrocarburi. Da un lato gli elevati costi per la produzione di energia atomica, che superavano le capacità finanziarie di ogni stato, rendevano desiderabile una maggiore integrazione europea in tale settore, al fine della condivisione delle spese. Invece, l'integrazione del settore degli idrocarburi, nel quale erano principalmente attive delle imprese multinazionali, parse meno fattibile. Infine l'integrazione nel campo dei settori del gas e dell'elettricità parse irrilevante, dato che la distribuzione di tali fonti di energia avveniva sulla scala, al massimo, nazionale.